# Списък на термините в индуизма

## А
Абджаджа (Абджайони) – В превод от индийски означава роден от лотос. Едно от имената на Брахма. Изобразяван е седнал върху лотос, изникнал от пъпа на Варуна и свъразан с него посредством дълга пъпна връв под формата на стъбло. Символизира божествената чистота и сила. Но раждането на Брахма е част от илюзията (маиата) на Вишну. По своята божествена същност Брахма е нероден и безсмъртен.
Абхая – Една от мудрите на Буда означаваща „Няма страх“.
Абхиманю – Герой от Махабхарата убил Лакшмана, а на 13-ия ден загинал след геройска битка. Син е на Арджуна и Субхадра. Съпругата му е Утара, от която има син Парикшит, който се възкачил на трона в Хастинапура.
Абхирати – Почитана като богиня-майка, която родила 500 деца от Панчика. Изобразяват я заобиколена от деца с младенец на гърдите. Държи символите на плодородието – плод от нар и ваза със скъпоценни камъни, а до нея стои мангуста бълваща злато.
Авалокита – Човешки образ на състраданието – буквално „Гледащ към земята със състрадание“.
Авалокитешвара – Възникнал е от Буда Амитабха и неговата шакти Пандара и е най-известният от Бодхисатва. Мантрата му е „Ом мани падме хум“.
Аватара – Когато Бог слезе от небето и се всели в човешко тяло или друга материлна форма, се казва че се е появил аватар. Това обикновено се случва в критични и преломни моменти от историята.
Авеста – „Учение“, проповядвано от пророка Заратустра около VII век пр. Хр. съдържащо наставления за живота, който е постоянна борба между доброто Ахура Мазда и злото Анхра Майню. Част от идеите са оказали влияние върху християнството и юдаизма. Изповядва се от парсите, които живеят най-вече в Индия и са запазили около една четвърт от текстовете. Голяма част от религиозните текстове са унищожени през 641 г., когато арабите нападат Иран. Най-древните текстове са от второто хилядолетие преди Христа.
Авидя – Означава невежество, което е главната причина за страданието.
Авичи – Най-ниското ниво на ада в будистката митология.
Агастя – Велик отшелник, жрец и поет, автор на няколко химна от Ригведа, велик в медицината, прародител на Ракшасите. С раждането му е свързана легенда, която гласи че веднъж втренчен в прекрасната небесна нимфа Урваши, Митра изхвърлил семето си, което попаднало в една делва с вода и се превърнало в рибка, от която се родил Агастя. Казват му също и Калаши-сута, „син на делвата“. Той е владетел на звездата Канопус, която е в съзвездието Кораб.
Агни – В превод от индийски означава огън. Ражда се навсякъде, където гори огън, особено ако това е жертвен огън, но също така символизира и огъня в домашното огнище. Той помага на даровете при жертвоприношение да достигнат небето с помощта на езика си, който е от пламък. Изобразяван е с провиснал корем, в червен цвят и язди овен. Той има две лица – Слънцето-огън и Земята-огън, седем ръце и три крака.